# Robert Cogoi
Robert Cogoi (ur. 25 października 1939 w Châtelet, zm. 15 maja 2022 w Lobbes) – belgijski piosenkarz. Najbardziej znany z udziału w Konkursie Piosenki Eurowizji w 1964 roku.

## Biografia
Cogoi urodził się w Châtelet w Belgii w rodzinie o słoweńskich korzeniach. W 1961 roku podpisał kontrakt z wytwórnią Philips Records, a rok później zdobył pierwszą nagrodę na Grand Prix International des Variétés w Ostendzie za piosenkę „Si un jour”, która sprzedała się we Francji w nakładzie 100 tys. egzemplarzy, zdobywając status złotej płyty.
W 1964 roku Cogoi został wybrany na przedstawiciela Belgii z piosenką „Près de ma rivière” („Close by My River”) podczas dziewiątego Konkursu Piosenki Eurowizji, który odbył się 21 marca w Kopenhadze. Po raz pierwszy od inauguracyjnego konkursu w 1956 roku belgijskie zgłoszenie zostało wybrane w drodze wewnętrznej selekcji przeprowadzonej przez kanał telewizyjny RTBF, a nie w drodze głosowania publiczności lub jury. „Près de ma rivière” otrzymał tylko dwa głosy (z Monako i Portugalii), co wystarczyło do wspólnego zajęcia dziesiątego miejsca na 16 zgłoszonych kandydatur, ponieważ cztery inne utwory nie otrzymały w ogóle głosów.
Cogoi kontynuowało wydawanie albumów i singli, aż do późnych lat 60. W 1976 wystąpił w belgijskim filmie Les arpents dorés.
Po wielu latach spędzonych poza opinią publiczną, Cogoi wystąpił gościnnie, wraz z kilkoma innymi byłymi uczestnikami Eurowizji, podczas krajowego finału belgijskiej Eurowizji w 2005 roku.
Robert Cogoi zmarł 15 maja 2022 roku w Lobbes, miał 82 lata.